# 아랍 합중국
아랍 합중국(아랍어: الدول العربية المتحدة)은 1958년부터 1961년까지 존재했던 아랍 연합 공화국(이집트, 시리아), 북예멘 간의 범아랍주의 국가 연합이다.
1958년 2월 22일 이집트와 시리아가 아랍 연합 공화국을 결성했다. 1958년 3월 8일에는 예멘 왕국(북예멘)이 아랍 연합 공화국과의 국가 연합인 아랍 합중국을 수립했다. 아랍 합중국은 독립된 주권 국가였던 예멘 왕국, 완전한 연합 국가였던 아랍 연합 공화국과의 완만한 국가 연합이다. 1961년에 시리아가 아랍 연합 공화국에서 탈퇴하면서 아랍 합중국도 소멸되고 만다.

## 같이 보기
- 아랍 연합 공화국
- 아랍 연방
- 아랍 공화국 연방